# Woman Is the Nigger of the World
"Woman Is the Nigger of the World" är en låt från 1972 av John Lennon på albumet Some Time in New York City.
Uttrycket myntades ursprungligen av Yoko Ono under en tidningsintervju 1969. Själva meningen i låten är att kvinnor underkastas män i alla kulturer.